# إرفين زوكانوفيتش
إرفين زوكانوفيتش مواليد 11 فبراير 1987 في سراييفو، جمهورية يوغوسلافيا الاشتراكية الاتحادية، هو لاعب كرة قدم بوسني يلعب كمدافع. مثّل منتخب البوسنة والهرسك لكرة القدم.

## مرحلة الشباب

### أندية لعب لها
- نادي جيلييزنيتشار ساراييفو لكرة القدم

## المسيرة الاحترافية
قبل انتقاله للعب في الدوري الإيطالي الدرجة الأولى كان يلعب مع نادي غينت.

### أندية لعب لها
- نادي جيلييزنيتشار ساراييفو لكرة القدم
- نادي كورتريك
- نادي غينت
- نادي سامبدوريا

## مع المنتخب
مثل إرفين منتخب بلاده لأول مرة في تصفيات كأس العالم لكرة القدم 2014 ولعب مباراته الدولية الأولى ضد منتخب اليونان.

## روابط خارجية
- إرفين زوكانوفيتش على موقع الاتحاد الدولي (مؤرشف)  (الإنجليزية)
- إرفين زوكانوفيتش على موقع الاتحاد الأوربي (الإنجليزية)
- إرفين زوكانوفيتش على موقع اتحاد تركيا (لاعب) (الإنجليزية)
- إرفين زوكانوفيتش على موقع قاعدة بيانات كرة القدم.إي يو (الإنجليزية)
- إرفين زوكانوفيتش على موقع ناشيونال فوتبول تيمز (الإنجليزية)
- إرفين زوكانوفيتش على موقع Soccerbase.com (لاعب) (الإنجليزية)
- إرفين زوكانوفيتش على موقع Soccerway.com (الإنجليزية)
- إرفين زوكانوفيتش على موقع عالم كرة القدم.نت (الإنجليزية)
- إرفين زوكانوفيتش على موقع AS.com (الإسبانية)